# Popup-bok

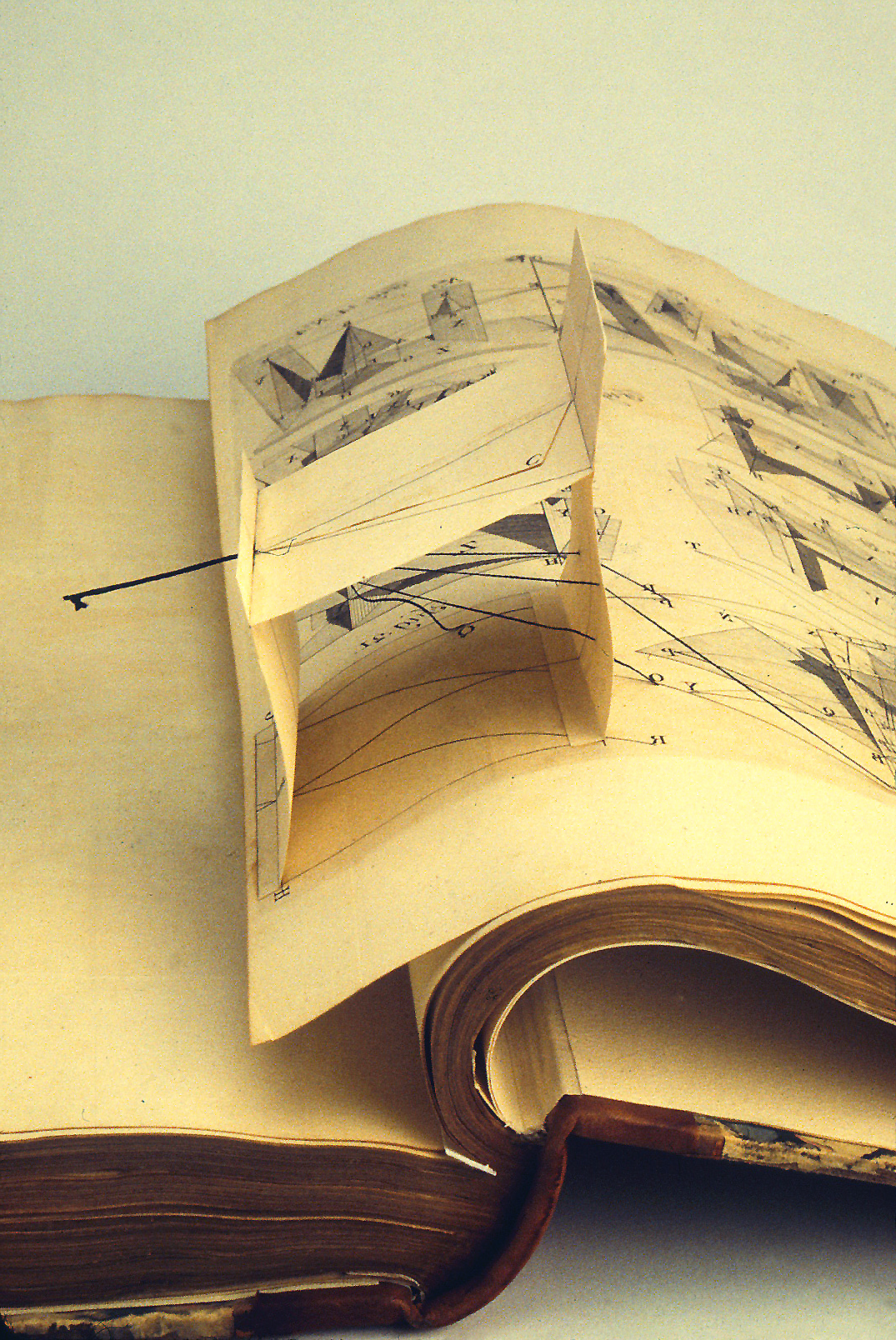
Boken Treatise on Perspective av Thomas Malton den äldre gavs ut 1779 och är den äldsta kända popup-boken.

Popup-bok är en form av bilderbok. Sidorna är här vikta på så sätt, att när man slår upp ett uppslag viker bilden upp sig från boksidorna och bildar en tredimensionell figur. Boktypen har förekommit sedan tidigt 1900-tal, med exempel ända tillbaka till 1700-talet.
Popupböcker är oftast barnböcker, men det förekommer även popup-böcker för en vuxen publik.